# Uvall

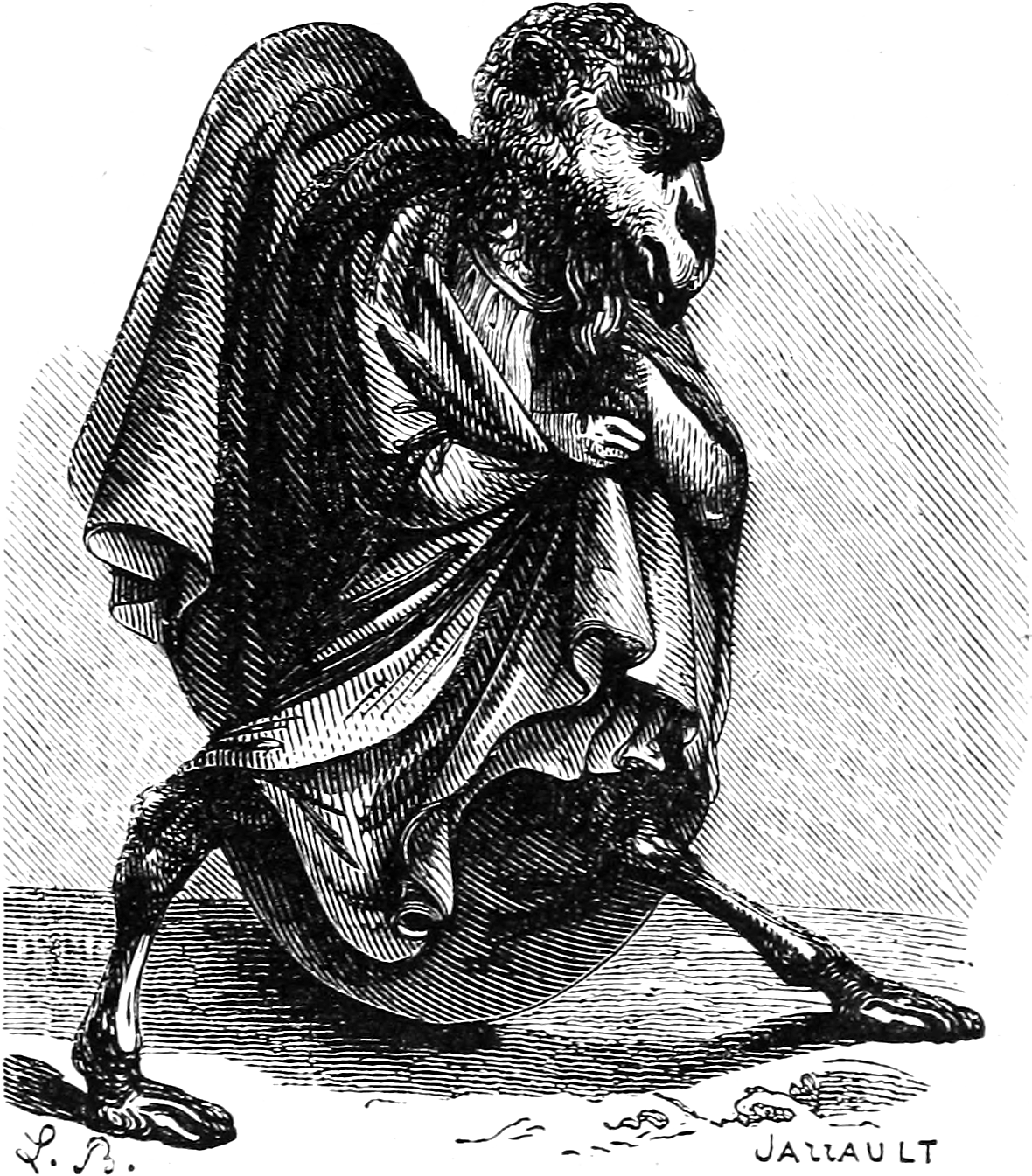
Ilustración para el artículo Wall (Uval) en el Diccionario infernal de Collin de Plancy, 1863.

En demonología, Uvall es un poderoso Gran Duque del Infierno, comandando treinta y siete legiones de demonios. Proporciona el amor de las mujeres, causa amistad entre amigos y enemigos, y revela cosas del pasado, presente y futuro.
Uvall es presentado como un dromedario que tras un tiempo se transforma en hombre, y habla en egipcio, pero no perfectamente, con una voz profunda.
Otros nombres: Vual, Voval, Vreal, Wal, Wall.
De acuerdo a las correspondencias con los arcanos menores del tarot establecidas en el Occult Tarot de Travis McHenry, su arcano equivalente es el 3 de bastos, por lo que su decano zodiacal abarca los días entre 1 y el 11 de abril, aproximadamente.